# Mariano Moreno
Mariano Moreno (Buenos Aires, 23 settembre 1778 – Acque internazionali, 4 marzo 1811) è stato un politico, giurista e giornalista argentino membro della Primera Junta.

## Biografia
Primogenito dei quattordici figli di Manuel Moreno y Argumosa (trasferitosi nel 1776 in Argentina da Santandèr) e Ana María Valle, una delle poche donne alfabetizzata di Buenos Aires, dalla quale apprese a leggere e scrivere. Successivamente studiò alla Escuela del Rey e al Colegio de San Carlos, che lo ammise solo come uditore, a causa delle ristrettezze economiche della famiglia. Solo alla fine del 1799, dopo che suo padre fu in grado di mettere assieme la somma di denaro necessaria, Moreno poté proseguire i suoi studi presso l'Università di Chuquisaca (l'attuale città di Sucre); seguendo i desideri del padre, dal 1800 iniziò a frequentare le lezioni di teologia, disciplina in cui si laureò l'anno successivo, proseguendo quindi i propri studi di diritto.
Nella città universitaria conobbe molti intellettuali e entrò in contatto con la cultura illuminista spagnola e con gli scritti di Rousseau, che ebbero enorme influenza sulla sua formazione.
Nel 1802 visitò Potosí ed entrò in contatto con le condizioni miserevoli dei minatori indios, che gli ispirarono il saggio Disertación jurídica sobre el servicio personal de los indios.
Tra il 1803 e il 1804 lavorò come avvocato nello studio di Agustín Gascón, difendendo numerosi indios contro gli abusi dei loro padroni, subendo infine numerose pressioni che nel 1805 lo indussero a rientrare assieme alla moglie María Guadalupe Cuenca, sposata l'anno precedente, a Buenos Aires dove continuò a esercitare la professione di avvocato.
Nel 1806 e nel 1807 l'esercito britannico, approfittando dell'instabilità politica europea dovuta alle guerre napoleoniche, portò avanti due tentativi di invasione delle colonie spagnole situate nell'attuale Argentina. Queste aggressioni militari suscitarono una ferma reazione da parte della popolazione creola, che vide Moreno tra i leader politici della vittoriosa resistenza.
Il ruolo di leader politico di Moreno si consolidò negli anni successivi con la sua opposizione al "carlottismo", che voleva separare le colonie dalla Spagna governata da Giuseppe Bonaparte, progetto che temeva potesse favorire l'influenza Portoghese sulla regione.
Nel 1809 scrisse Representación de los hacendados, un'opera in cui criticò pesantemente le restrizioni commerciali imposte dalla Spagna alle sue colonie sudamericane, testimonianza della crescente avversione alle imposizioni estere in ambito politico ed economico, e che gli garantì grande autorevolezza negli ambienti indipendentisti.
Sempre nel 1809 Moreno appoggiò una prima insurrezione contro il viceré Santiago de Liniers, che però fu rapidamente soppressa.
L'agitazione sociale locale e l'instabilità politica spagnola connessa alla Guerra d'indipendenza, continuarono a minare la stabilità politica locale e crearono i presupposti per lo scoppio della Rivoluzione di Maggio del 1810 contro il viceré Cisneros e il cabildo. L'insurrezione portò infine il 25 maggio alle dimissioni del viceré e alla nomina della Primera Junta: il primo organo di governo argentino indipendente dal dominio coloniale spagnolo alla presidenza del quale fu nominato Cornelio Saavedra. Nonostante non avesse partecipato attivamente ai moti rivoluzionari, per la sua autorevolezza politica, Mariano Moreno fu nominato segretario della Giunta, nonché responsabile per gli affari politici e militari.
Nel luglio 1810 fu incaricato dalla Giunta di redigere il Plan de Operaciones, un documento in cui fossero riuniti gli obiettivi e le strategie della rivoluzione, nel quale emerse la posizione radicale di Moreno, che proponeva di sostenere nuove insurrezioni nella Banda Oriental e nel sud del Brasile, espropriare i possedimenti degli spagnoli e stanziare i fondi così ottenuti per costruire nuovi mulini e fabbriche e rafforzare la flotta, continuando però a fingere fedeltà a Ferdinando VII per guadagnare tempo e garantire la neutralità o il sostegno britannico e portoghese.
Moreno vedeva nella rivoluzione più di un semplice cambio amministrativo e propugnava cambiamenti sociali ed economici, promuovendo la libertà di parola, nonché l'uguaglianza e l'integrazione tra creoli e indigeni in tutti i settori.
Il suo radicalismo lo rese inviso ai settori più conservatori della Giunta e in particolare a Saavedra, che riuscì ad estrometterlo costringendolo alle dimissioni nel dicembre del 1810 e allontanandolo dall'Argentina con la designazione a incarichi diplomatici prima in Brasile, poi in Gran Bretagna.
Moreno morì in acque internazionali, probabilmente avvelenato, su una nave inglese che lo stava trasportando in Gran Bretagna il 4 marzo 1811.